# János Krizmanich
János Krizmanich (Kroatisch Minihof, 27 gennaio 1889 – Budapest, 26 luglio 1944) è stato un ginnasta ungherese.

## Palmarès

### Olimpiadi
- 1 medaglia:
  - 1 argento (Stoccolma 1912 nel concorso a squadre)